# Scapomegas gibbus
Scapomegas gibbus är en skalbaggsart som beskrevs av Sylvain Auguste de Marseul 1855. Scapomegas gibbus ingår i släktet Scapomegas och familjen stumpbaggar. Inga underarter finns listade i Catalogue of Life.